# Pustike (Chorwacja)
Pustike – wieś w Chorwacji, w żupanii zagrzebskiej, w gminie Kravarsko. W 2011 roku liczyła 158 mieszkańców.